# Перламутровка тритония
Перламутровка тритония (Boloria tritonia) — вид бабочек из семейства нимфалид (Nymphalidae).

## Описание
Длина переднего крыла 22—30 мм. Половой диморфизм выражен слабо. Верхняя сторона крыльев рыжего цвета с рисунком, образованным многочисленными округлыми пятнами чёрного цвета. Наружный край крыльев с чёрной окантовкой. Нижняя сторона задних крыльев со светлой срединной перевязью, снаружи ограниченной рыжим цветом. Белое пятно в составе срединной перевязи с тупым концом, направленным к внешнему краю крыла.

## Этимология названия
Tritonia (римская мифология) — Тритония или Минерва, богиня, покровительница ремёсел.

## Ареал
Тундровая зона от Полярного Урала до Чукотки, горы Якутии и Забайкалья, тундры Северной Америки (горы Аляски и север Канады).
Бабочки населяют каменистые горные тундры, лесостепь, мохово-лишайниковые тундры, скальники в горных лесах, горные тундры. В горах поднимается до 1000 м над уровнем моря. На Полярном Урале встречается спорадично и в очень низкой численности.

## Биология
Развивается в одном поколении за год. Время лёта бабочек в июле. Генерация, вероятно, двухгодичная. Бабочки встречаются у каменистых массивов в горной тундре, преимущественно летают кругами вокруг вершин небольших каменистых холмов. Гораздо реже бабочки держатся у скалистых участков, присаживаются на прогретые камни. Гусеница, вероятно, зимует дважды: на первом и четвертом возрастах. Кормовые растения гусениц: камнеломка (Saxifraga), ива.